# Smartisan

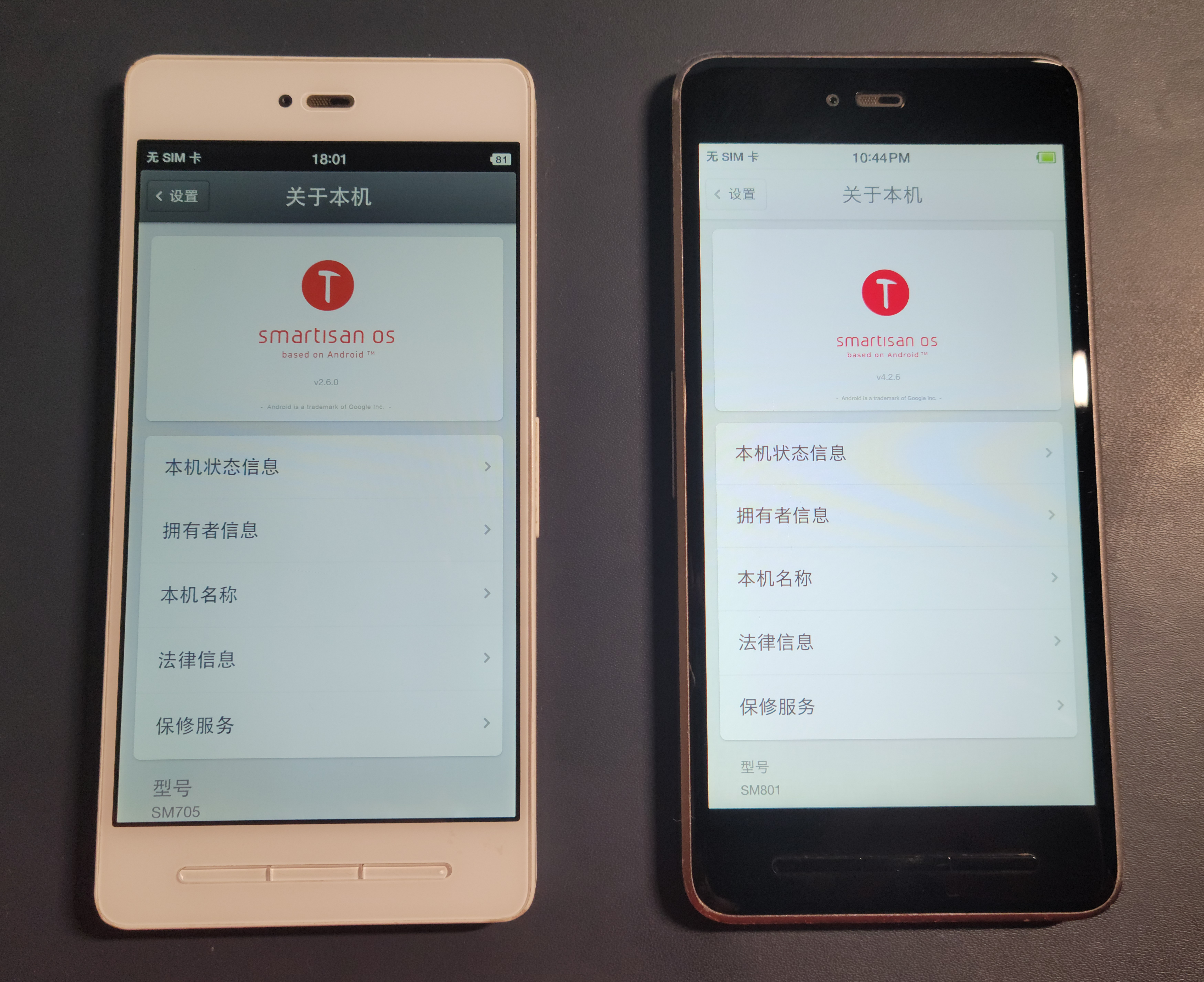
Smartfony Smartisan (T1 i T2)

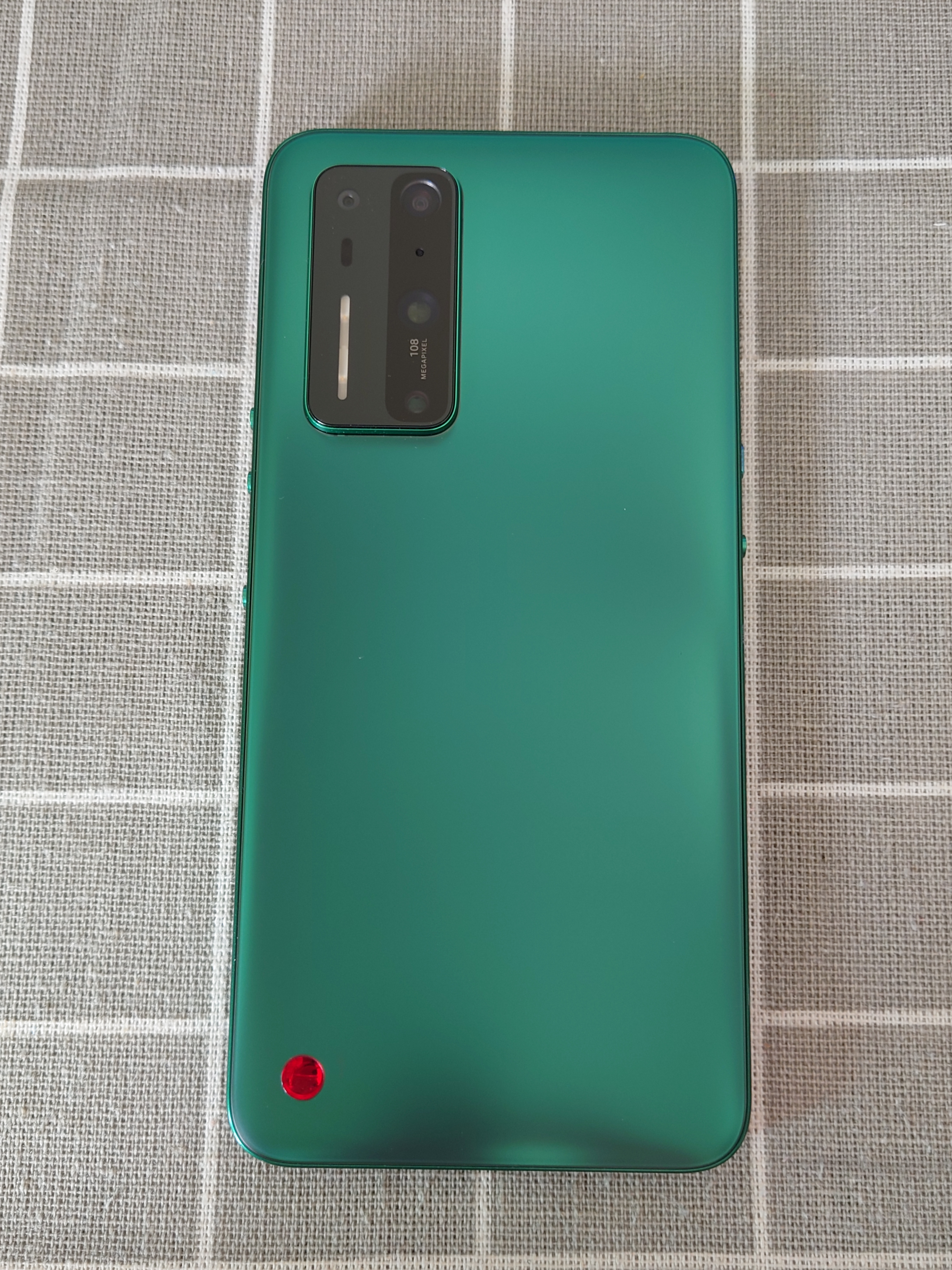
Smartfon Smartisan Nut R2

Smartisan Technology Co., Ltd. (chiń. 锤子科技（北京）股份有限公司) – chińskie przedsiębiorstwo technologiczne i producent urządzeń mobilnych. Przedsiębiorstwo zostało założone w 2012 roku, a swoją siedzibę ma w Pekinie. Marka została zapoczątkowana przez biznesmena Luo Yonghao.
Przedsiębiorstwo wprowadziło na rynek telefony komórkowe (smartfony) oraz akcesoria mobilne, w tym stacje dokujące, słuchawki i kable.
W 2018 roku przedsiębiorstwo wypuściło smartfon Smartisan Nut R1 z 1 TB pamięci wewnętrznej. W 2019 roku marka przeszła w ręce ByteDance, właściciela TikToka. W 2021 roku Smartisan wycofał się z rynku smartfonów.